# Домашна врана
Домашна врана (Corvus splendens) е вид птица от семейство Вранови (Corvidae).

## Разпространение и местообитание
Разпространен е в Бангладеш, Бутан, Индия, Катар, Китай, Малдивите, Мианмар, Непал, Пакистан, Сингапур, Тайланд, Хонконг и Шри Ланка.